# Famille Brasseur
Pour les articles homonymes, voir Brasseur.
La famille Brasseur est une famille qui compte quatre générations d'acteurs de théâtre et de cinéma en France.

## Liens de filiation entre les personnalités
- Georges Albert Espinasse (1879-1906), Artiste dramatique, appartenant à la troupe de Sarah Bernhardt. En 1905, il épouse l'actrice, Germaine Nelly Brasseur (1887-1971).
  - Pierre Brasseur (1905-1972), de son vrai nom Pierre Albert Espinasse, adopte le nom de naissance de sa mère comme nom de scène et devient un acteur autant renommé au cinéma qu'au théâtre. En 1935, il épouse l'actrice, danseuse et scénariste Odette Joyeux (1914-2000).
    - Claude Brasseur (1936-2020) en plus de prendre la relève familiale cinématographique et théâtrale, y ajoute la popularité télévisuelle en incarnant le personnage principal de la série Vidocq.
      - Alexandre Brasseur (né en 1971), acteur.

## Jules et Albert Brasseur
Une autre famille du théâtre parisien est parfois apparentée à tort à cette famille.
- Jules Dumont (1828-1890), fils d'un marchand de bois, se tourne vers le théâtre en 1847 et prend comme nom de scène Jules Brasseur. Il devient un acteur comique réputé, directeur de troupe et fondateur du théâtre des Nouveautés.
  - Albert Brasseur (1860-1932), monte sur les planches à côté de son père et devient lui aussi une célébrité principalement dans l'opérette et le théâtre de boulevard.